# Sengbusch (Adelsgeschlecht)

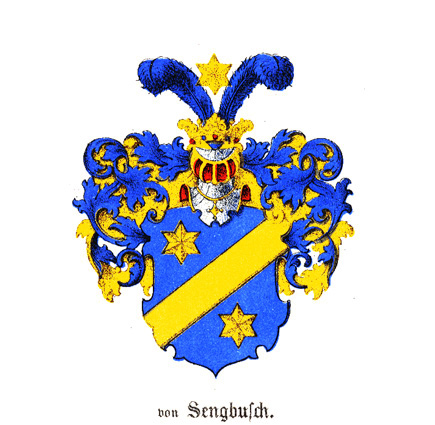
Wappen derer von Sengbusch

Sengbusch, lettisch Zengbušs, ist der Name einer ursprünglich aus Mecklenburg stammenden deutschbaltischen Familie, die 1796 in den Reichsadelstand erhoben wurde.

## Geschichte
Die Familie ist mit dem Bauer in Rethwisch und Bartenshagen, Ernst Sengebusch († 1683) urkundlich zuerst 1655 in Mecklenburg nachgewiesen. Mit diesem beginnt auch die Stammreihe des Geschlechts. Es ist nicht auszuschließen, dass davor ein Zusammenhang mit dem lothringischen Ort Sengbusch/Seingbouse bestand. In der Kirche von Kessin ist der Grabstein von Hans Sengbusch († 1728) erhalten. Cord Sengbusch (* 1700, getauft in der Dorfkirche Berendshagen; † 1763) kam vor 1725 ins Baltikum, wurde in Riga als Schneidermeister und Tuchhändler ansässig und Ältermann der Kleinen Gilde.
Sein Sohn Alexander Gottschalk von Sengbusch (1731–1800) wurde ein erfolgreicher Kaufmann und Bürgermeister von Riga. Er wurde mit Diplom vom 28. November 1796 von Kaiser Franz II. in Wien in den Reichsadelsstand erhoben. Seine Firma A. G. Sengbusch entwickelte sich im 19. Jahrhundert zu einem der größten Handelshäuser in Riga.
1816 und 1854 erhielten Mitglieder der Familie den russischen Adel. Die Familie erwarb Landbesitz auf Ösel; die Brüder Konrad († 1913) und Johannes von Sengbusch wurden 1879 bzw. 1892 in die Oeselsche Ritterschaft aufgenommen.
Wilhelm von Sengbusch (1802–1880) war mit Katharina Juliane Lamprecht (1812–1856) verheiratet, einer Stieftochter von Friedrich Wilhelm Brederlo, und wurde Erbe und Kustos seiner Kunstsammlung. 
Als Folge des Deutsch-Sowjetischen Grenz- und Freundschaftsvertrages wurde die Familie von Sengbusch aus dem Baltikum zwangsausgesiedelt. Sieben Bilder der ihnen gehörenden Sammlung durften sie mitnehmen. Unmittelbar anschließend wurde der in Riga verbliebene Rest der Sammlung durch die lettische Regierung unter Kārlis Ulmanis verstaatlicht.

### Besitzungen (Auswahl)

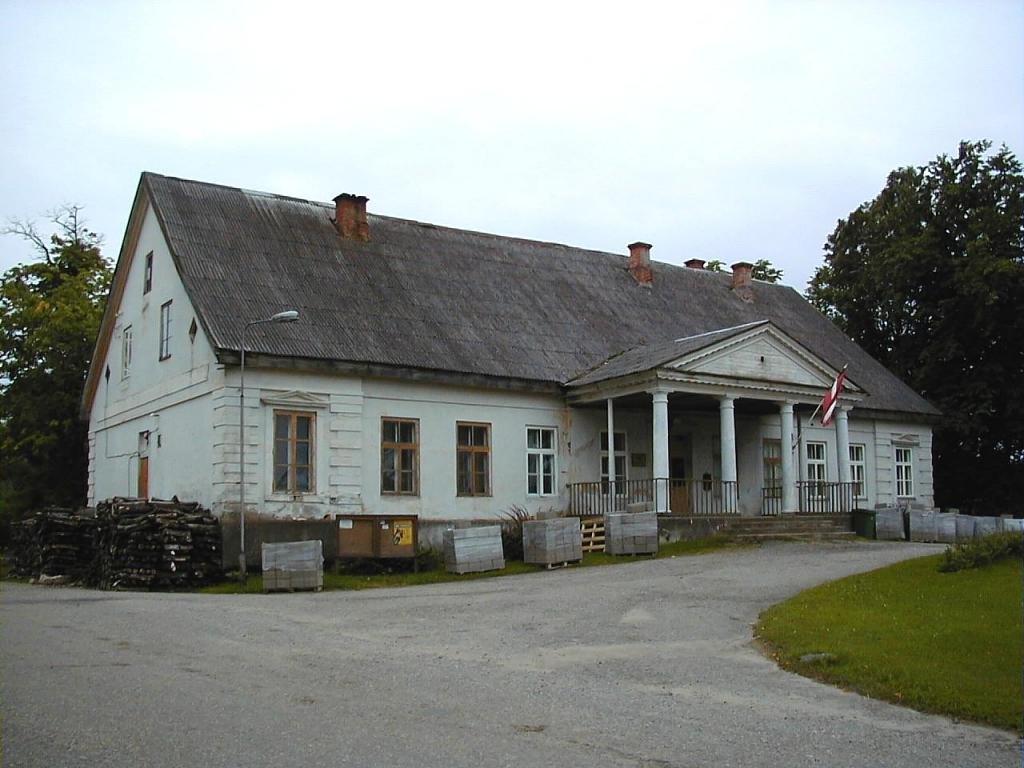
Herrenhaus Launekaln (2001)

- Karrishof um 1875 ff.
- Kaunispäh vor 1982–1919
- Launekaln 1844–1920

## Wappen
Das 1796 verliehene Wappen zeigt in einem blauen Schild einen linken goldenen Schrägbalken, auf beiden Seiten begleitet von einem sechsstrahligen goldenen Stern. Als Helmzier dient ein goldener sechsstrahliger Stern zwischen zwei blauen Straußenfedern. Die Helmdecken sind blau und gold.

## Namensträger
- Alexander Gottschalk von Sengbusch (1738–1800), Kaufmann und Bürgermeister in Riga
- Alexander von Sengbusch (1796–1883), deutsch-baltischer lutherischer Geistlicher
- Heinrich von Sengbusch (1806–1865), russischer Generalmajor
- Gregor von Sengbusch (1823–1878), deutsch-baltischer Gouverneur in russischen Diensten und Ataman
- Johannes von Sengbusch (1828–1907), deutsch-baltischer Pädagoge
- Carl Gustav von Sengbusch (1843–1924), deutsch-baltischer Fabrikant und Mäzen
- Reinhold von Sengbusch (1898–1985), Botaniker und bedeutender Pflanzenzüchter
- Johann von Sengbusch (Johans Zengbušs) (1900–1942), deutschbaltischer Soldat, Träger des Lāčplēsis-Ordens und des Freiheitskreuzes (Estland), erschossen in Solikamsk[4]
- Peter von Sengbusch (1939–2002), Biologe an der Universität Hamburg
- Günter von Sengbusch (* 1940), Biophysiker und Leiter des GKSS-Forschungszentrums